# Валя-Лунге (комуна, Алба)
Валя-Лунге (рум. Valea Lungă) — комуна у повіті Алба в Румунії. До складу комуни входять такі села (дані про населення за 2002 рік):
- Валя-Лунге (1901 особа) — адміністративний центр комуни
- Глоговец (201 особа)
- Лодроман (237 осіб)
- Лунка (476 осіб)
- Теунь (398 осіб)
- Феджет (58 осіб)

Комуна розташована на відстані 246 км на північний захід від Бухареста, 36 км на схід від Алба-Юлії, 80 км на південний схід від Клуж-Напоки, 131 км на північний захід від Брашова.

## Населення
За даними перепису населення 2002 року у комуні проживала 3271 особа.
Національний склад населення комуни:
| Національність | Кількість осіб | Відсоток |
| -------------- | -------------- | -------- |
| румуни         | 2952           | 90,2%    |
| цигани         | 184            | 5,6%     |
| угорці         | 99             | 3,0%     |
| німці          | 36             | 1,1%     |

Рідною мовою назвали:
| Мова      | Кількість осіб | Відсоток |
| --------- | -------------- | -------- |
| румунська | 3046           | 93,1%    |
| циганська | 104            | 3,2%     |
| угорська  | 92             | 2,8%     |
| німецька  | 29             | 0,9%     |

Склад населення комуни за віросповіданням:
| Релігія                                       | Кількість осіб | Відсоток |
| --------------------------------------------- | -------------- | -------- |
| православні                                   | 2526           | 77,2%    |
| греко-католики                                | 527            | 16,1%    |
| п'ятдесятники                                 | 70             | 2,1%     |
| реформати                                     | 52             | 1,6%     |
| римо-католики                                 | 35             | 1,1%     |
| лютерани (Аугсбурзького сповідання)           | 35             | 1,1%     |
| баптисти                                      | 7              | 0,2%     |
| унітарії                                      | 3              | 0,1%     |
| адвентисти                                    | 1              | < 0,1%   |
| бретрени                                      | 1              | < 0,1%   |
| лютерани (Синодально-пресвітеріанська церква) | 1              | < 0,1%   |
| не вказали релігію                            | 6              | 0,2%     |

## Зовнішні посилання
- Дані про комуну Валя-Лунге на сайті Ghidul Primăriilor [Архівовано 16 січня 2013 у Wayback Machine.]